# Giuseppe Musolino
Giuseppe Musolino (Santo Stefano in Aspromonte, 24 de setembre de 1876 - Reggio de Calabria, 22 de gener de 1956), Conegut com el "Brigante Musolino" o el "Rei d'Aspromonte", va ser un bandoler italià i un heroi popular.

## Biografia
Musolino va néixer a Santo Stefano, a Aspromonte, en una zona accidentada de Calàbria, al sud d'Itàlia. Va treballar com a llenyataire a la zona d'Aspromonte de Calàbria, una regió aïllada i muntanyosa propera al "dit del peu" de la "bota" italiana. Musolino va ser posat fora de la llei quan va ser acusat falsament d'assassinat, el 1897. Es varen presentar testimonis falsos i va ser enviat a la presó de Gerace. El 1899 va escapar de la presó i durant els propers tres anys va duar a terme la seva peculiar visió de la justícia.
Mentre s'amagava entre els pujols d'Aspromonte, Musolino va matar dos dels traïdors que havien testimoniejat en fals contra ell, però per a l'expiació dels seus pecats també es va dedicar a fer multitud de bones obres. Entre les seves bones obres, es deia que ajudava als camperols i que distribuïa grans sumes de diners.
Musolino va ser capturat, mentre es dirigia a demanar perdó al rei Victor Manuel III el 1901, prop d'Urbino.Va ser capturat mentre fugia d'uns carabiners que el van reconèixer. Va ser jutjat i enviat a la presó de per vida, però va ser declarat boig dotze anys més tard. Va morir a l'hospital mental de Reggio Calàbria a l'edat de 79 anys.

## Musolino a la llegenda
Es pot dir que Musolino va ser vist pels seus compatriotes com un símbol de la injustícia que Calàbria havia d'afrontar. Com a fugitiu, que sempre aconseguia escapar de les trampes, Musolino va despertar l'interès de moltes persones, tant a Itàlia com a l'estranger. Es va convertir en tema freqüent dels contes i de les balades populars de Calàbria. La pel·lícula de 1950, "Il Brigante Musolino", de Mario Camerini, es va basar en la seva vida. Les seves fetes van ser també el tema de l'àlbum conceptual "Il Brigante Musolino" d'Otello Profazio.